# Herregårdsparken Station
Herregårdsparken Trinbræt er en dansk jernbanestation i den nordvestlige del af byen Hjørring i Vendsyssel. Trinbrættet ligger på Hirtshalsbanen mellem Teglgårdsvej Trinbræt og Vellingshøj Station.